# Calosoma elegans elegans
Calosoma (Callisthenes) elegans elegans – podgatunek chrząszcza z rodziny biegaczowatych, podrodziny Carabinae i plemienia Carabini.
Takson ten został opisany w 1859 roku przez Theodora F. W. Kirscha. Stephen von Bruening traktował go w 1928 roku jako podgatunek C. panderi, a Georges Vacher de Lapouge w 1932 jako podgatunek C. karelini. Sandro Bruschi synonimizuje z nim podgatunki C. e. kolshengelicus Obydov, 1997, C. e. purpureus Obydov, 2001, C. e. saryakensis Kabak, 1992 i C. e. valentinae Obydov, 1997, podczas gdy baza Carbidae of the World uznaje je jako samodzielne podgatunki.
Krótkoskrzydły tęcznik o ciele długości od 18 do 32 mm. Wierzch stosunkowo wydłużonego ciała jest brązowy z miedzianym połyskiem. Tylne kąty przedplecza wyraźnie wystające. Na pokrywach 16 międzyrzędów.
Owad ten zasiedla półpustynne stepy, wzgórza i przedgórza.
Chrząszcz palearktyczny, znany z Kazachstanu, gdzie występuje na nizinach oraz terenach Turanu i Tienszanu.